# Siciliana (música)
Siciliana és una forma musical de dansa amb un compàs de 6/8 o 12/8, molt moderada, utilitzat amb freqüència en l'òpera i la música instrumental en el segle xviii. Els seus orígens coreogràfics no es coneixen (molt probablement populars i sicilians). Adoptada freqüentment pels compositors italians o italianitzants com a moviment lent dels concerts, la siciliana revesteix un caràcter de dolçor malenconiosa, a la qual contribueix l'ús habitual del mode menor i l'accentuació del ritme característic.

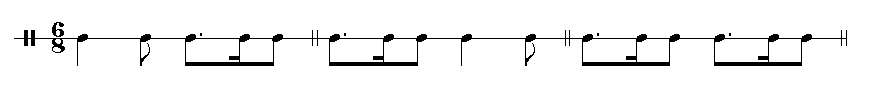
Ritme característic de la siciliana

Trobem sicilianes, per exemple a la Sonata per a violí en sol menor de Bach; al Concert per a flauta op.10, núm. 3, Il Cardellino, o bé al Concert per a flauta op. 10, núm. 5, de Vivaldi; a L'Arlesienne, suite núm. 1 ("carilló"), secció central) de Bizet; o a la Suite op. 14 de Roussel.